# Уда (Ясси)
Уда (рум. Uda) — село у повіті Ясси в Румунії. Входить до складу комуни Тетеруші.
Село розташоване на відстані 324 км на північ від Бухареста, 79 км на захід від Ясс.

## Населення
За даними перепису населення 2002 року у селі проживали 1556 осіб. Усі жителі села рідною мовою назвали румунську.
Національний склад населення села:
| Національність | Кількість осіб | Відсоток |
| -------------- | -------------- | -------- |
| румуни         | 1535           | 98,7%    |
| цигани         | 21             | 1,3%     |